# Edward Forbes
Edward Forbes (Douglas, 12 de febrero de 1815 – Edimburgo, 18 de noviembre de 1854) fue un naturalista, y botánico británico de origen manés.

## Biografía
Natural de Douglas (Isla de Man). De niño, cuando no estaba involucrado en la lectura o en la escritura de versos y en el dibujo de caricaturas, se ocupó de recolectar insectos, conchas de moluscos, minerales, fósiles, plantas y otros objetos de historia natural. Desde su quinto a su undécimo año, la delicadeza de su salud impidió su asistencia a cualquier escuela, y en 1828 se convirtió en un erudito en Athole Casa Academia de Douglas, Isla de Man. En junio de 1831 dejó la Isla para ir a Londres, donde estudió dibujo. En octubre, sin embargo, después de haber renunciado a la idea de hacer de la pintura su profesión, regresó a su casa; y al mes siguiente se matriculó como estudiante de medicina en la Universidad de Edimburgo. En 1832, prosiguió estudios en historia natural de la Isla de Man. Su hermano David fue un notable mineralogista.

## Werke
- 1838 – Malacologia Monensis

- 1841. History of British Starfishes

- 1843 – Report on the Mollusca and Radiata of the Aegean Sea

- 1846. On the Connection between the distribution of the existing Fauna and Flora of the British Isles, and the Geological Changes which have affected their Area, especially during the epoch of the Northern Drift

- 1846. Description of Fossil Invertebrate from South-India

- 1846. Travels in Lycia (tillsammans med Spratt)

- 1852 – British Mollusca (med Hanley)

- 1853. A history of British Mollusca, and their shells. London : van Voorst

- 1859 – Zoology of the European Seas

- 1859. The Natural History of the European Seas
- La abreviatura «Forman» se emplea para indicar a Edward Forbes como autoridad en la descripción y clasificación científica de los vegetales.[3]